# Oscar Roberto Godói
Oscar Roberto Godói (São José do Rio Preto, 4 de junho de 1955) é um jornalista, apresentador, comentarista esportivo e ex-árbitro de futebol brasileiro.
Sempre se notabilizou pela polêmica, seja como árbitro, ou agora comentando os erros e acertos dos colegas de profissão.

## Biografia

### Árbitro
Godói foi árbitro na década de 1990 e apitou diversas finais de campeonato. Ganhou da imprensa paulista o apelido de "Unha de Cavalo", por causa de seu rigor.
Godói esteve presente em várias decisões. Uma delas não sai da memória do ex-árbitro. "Cada jogo teve sua importância e foram tratados da mesma maneira. Mas aquele Grêmio e Ceará, na decisão da Copa do Brasil, no dia 10 de agosto de 1994, é inesquecível. O Ceará ficou na bronca comigo, mas entendo que não errei", fala Godói, que naquela partida expulsou Sérgio Alves, atacante da equipe cearense, após reclamação por um suposto pênalti não marcado pelo árbitro.
O consagrado árbitro também apitou outros jogos decisivos, entre eles a primeira partida decisiva da final do Paulistão de 91, primeiro jogo da final do Paulistão de 99, Copa João Havelange de 2000 e a final do Baiano de 2001.
O jogo que marcou a despedida do árbitro Oscar Roberto Godói dos gramados aconteceu em 2001, quando o Etti-Jundiaí passou pela Paraguaçuense e garantiu o passaporte para a elite do futebol paulista.

#### Polêmicas
Em 19 de março de 1995 envolveu-se numa grande polêmica em uma partida entre São Paulo e Corinthians, quando, depois de uma arbitragem "confusa", foi acusado pelo jogador Júnior Baiano, do São Paulo, de estar apitando bêbado. "É só chegar perto dele que se percebe: está cheirando a cachaça!", disse o jogador, que gesticulou durante a partida dando a entender que o árbitro estaria embriagado. "Se ele falou que eu bebi, terá de provar", respondeu Godói. Por causa das denúncias, a Federação Paulista de Futebol solicitou um exame antidoping de Godói. Godói chegou a processar Júnior Baiano pelas declarações, mas em uma entrevista declarou que teria resolvido o problema de outra maneira se estivesse armado.
Envolveu-se em 1997 no escândalo de arbitragens conhecido como Ivens Mendes, dirigente da CBF que foi flagrado em interceptações telefônicas oferecendo arbitragem vantajosa, em troca de dinheiro, ao então Presidente do Atlético Paranaense, Mario Celso Petraglia, num jogo contra o Vasco pela Copa do Brasil. Curiosamente, Godói apitou a respectiva partida e expulsou o jogador Edmundo em razão de um lance em que este fora o agredido.
Na semifinal do Brasileiro de 1999, na partida entre São Paulo e Corinthians, levou um chute na canela do jogador Edmilson, o qual expulsou após o ato.
Na final da Copa do Brasil de 2009, protagonizou uma cena inusitada quase ao final da partida que definiu o título do Corinthians, quando, sem perceber que seu microfone estava aberto, xingou o goleiro corintiano Felipe, que havia sofrido falta, supondo que este estava "fazendo cera", dizendo "Não vai ficar no chão o filho da p… que (o juiz) vai ter que aumentar a p… do tempo"

### Assalto
No dia 16 de fevereiro de 2011, o ex-árbitro viveu um drama, ao ser baleado em tentativa de assalto.
Dois bandidos abordaram Godói na rua Diana, no bairro de Perdizes, zona oeste de São Paulo. Ele iria se encontrar para um jantar com o empresário Todé, o ex-centroavante Luizão e o preparador de goleiros Valdir Joaquim de Moraes.
Ele foi atingido por três balas: uma no pescoço, uma próxima à região cervical e outra no pulmão, provocando perfuração.
Depois de sofrer a tentativa de assalto e permanecer na UTI do Hospital das Clínicas por dias, Godói recebeu alta e saiu na manhã do dia 26 de fevereiro, caminhando, após 10 dias do acontecimento.
Em 24 de setembro do mesmo ano, Godói foi detido por ter atropelado uma jovem de 18 anos e sua filha de seis meses em Franco da Rocha. Elas foram hospitalizadas e receberam alta no dia seguinte, e o ex-árbitro também foi liberado pela polícia no dia 25 de setembro de 2011.

### Carreira na televisão e rádio
Entre 2002 e 2007, o ex-árbitro trabalhou na Rede Record. Em 2003, Godói chegou a cobrir folgas de Milton Neves, quando este era titular do Cidade Alerta e também fez parte do time de comentaristas dos programas Debate Bola, e Terceiro Tempo, também apresentados por Milton.
Em 22 de agosto de 2007, Godói estreou na Rede Bandeirantes, e exercendo o cargo de comentarista nas partidas de futebol na emissora paulista, ele também participou do Jogo Aberto e Terceiro Tempo.
Em 3 de fevereiro de 2010, durante a transmissão do jogo Ponte Preta e Corinthians, deixou transparecer que não se sentia prestigiado junto à direção da TV Band. No dia 5 de fevereiro, de forma sumária, foi demitido.
Assinou com a TV Gazeta no ano seguinte. A partir de abril de 2011, Oscar passou a ser comentarista do Mesa Redonda, Gazeta Esportiva e o Super Esporte. Em maio de 2017, Godói foi demitido da emissora. Sem nenhuma explicação, o ex-árbitro preferiu não explicar os motivos do seu desligamento da rede.
Esteve na rádio Transamérica SP até agosto de 2012, quando foi demitido. Em dezembro de 2014, passou a reintegrar no cargo de comentarista, a partir de janeiro de 2015, tendo saído pouco tempo depois.
Em 2023 passou a ser comentarista da versão regional de Os Donos da Bola, exibida pela TV Bandeirantes Paulista, emissora própria da Band na região de Presidente Prudente. O programa, diferente de outras versões, é exibido todos os sábados.